# Melody Amber
Melody Amber – organizowany i sponsorowany przez holenderskiego mecenasa i szachistę Joopa van Oosteroma turniej szachowy, rozgrywany w Monako (w 2008 r. w Nicei) w kwietniu każdego roku według następującego schematu: grane są dwie partie dziennie tempem aktywnym, jedna „na ślepo”, następnie rewanż na szachownicy.
Rozegrano 20 edycji, w 2011 r. turniej odbył się po raz ostatni.

## Zwycięzcy w poszczególnych latach
| Rok  | Klasyfikacja generalna                   | Gra "na ślepo"                                                        | Szachy szybkie                               |
| ---- | ---------------------------------------- | --------------------------------------------------------------------- | -------------------------------------------- |
| 1992 | Wasyl Iwanczuk                           | nie rozegrano                                                         | Wasyl Iwanczuk                               |
| 1993 | Ljubomir Ljubojević                      | Viswanathan Anand Anatolij Karpow                                     | Ljubomir Ljubojević                          |
| 1994 | Viswanathan Anand                        | Viswanathan Anand                                                     | Viswanathan Anand Władimir Kramnik           |
| 1995 | Anatolij Karpow                          | Władimir Kramnik                                                      | Anatolij Karpow                              |
| 1996 | Władimir Kramnik                         | Władimir Kramnik                                                      | Wasyl Iwanczuk Viswanathan Anand             |
| 1997 | Viswanathan Anand                        | Viswanathan Anand                                                     | Viswanathan Anand                            |
| 1998 | Aleksiej Szyrow Władimir Kramnik         | Władimir Kramnik                                                      | Aleksiej Szyrow Wasyl Iwanczuk               |
| 1999 | Władimir Kramnik                         | Aleksiej Szyrow Weselin Topałow Władimir Kramnik                      | Viswanathan Anand                            |
| 2000 | Aleksiej Szyrow                          | Władimir Kramnik                                                      | Aleksiej Szyrow                              |
| 2001 | Weselin Topałow Władimir Kramnik         | Weselin Topałow                                                       | Władimir Kramnik Borys Gelfand               |
| 2002 | Aleksander Moroziewicz                   | Aleksander Moroziewicz                                                | Borys Gelfand                                |
| 2003 | Viswanathan Anand                        | Władimir Kramnik                                                      | Jewgienij Bariejew                           |
| 2004 | Władimir Kramnik Aleksander Moroziewicz  | Aleksander Moroziewicz                                                | Viswanathan Anand                            |
| 2005 | Viswanathan Anand                        | Viswanathan Anand                                                     | Viswanathan Anand                            |
| 2006 | Viswanathan Anand Aleksander Moroziewicz | Aleksander Moroziewicz                                                | Viswanathan Anand                            |
| 2007 | Władimir Kramnik                         | Władimir Kramnik                                                      | Viswanathan Anand                            |
| 2008 | Lewon Aronjan                            | Władimir Kramnik Weselin Topałow Aleksander Moroziewicz Lewon Aronjan | Lewon Aronjan                                |
| 2009 | Lewon Aronjan                            | Magnus Carlsen Lewon Aronjan Władimir Kramnik                         | Lewon Aronjan Gata Kamski, Viswanathan Anand |
| 2010 | Wasyl Iwanczuk Magnus Carlsen            | Aleksander Griszczuk                                                  | Wasyl Iwanczuk Magnus Carlsen                |
| 2011 | Lewon Aronjan                            | Lewon Aronjan                                                         | Magnus Carlsen                               |